# Крушельницький Амвросій Васильович
о. Амвросій Васильович Крушельницький гербу Сас (7 січня 1841, село Озеряни, нині   Чортківський район Тернопільської області, Україна — 31 грудня 1902, Біла, тепер Тернопільський район) — український греко-католицький священник, громадський діяч, хоровий диригент. Батько Соломії, Ганни, Антона, Емілії, Осипи Крушельницьких. Зять священника УГКЦ, письменника Григорія Савчинського.

## Життєпис
Адам Бонецький стверджував, що Амвросій Лазаревич Крушельницький мав стриєчного брата Івана (1830—1902), греко-католицького пароха Старої Ягільниці.
Закінчив Бучацьку гімназію при монастирі отців Василіян, Львівську духовну семінарію (1872 р.).
Служив парохом у селах Озерянах, Сороках, Білявинцях, Старих Петликівцях, Осівцях, Білій, де провадив хори, аматорські театри.
Грав на скрипці, фортепіано. На ювілейних концертах дириґував хором товариства «Руська бесіда» в Тернополі. Дружив з Іваном Франком, листувався з Михайлом Павликом, іншими прогресивними діячами культури та освіти. Через це мав неприхильне ставлення деяких тодішніх керівників УГКЦ.

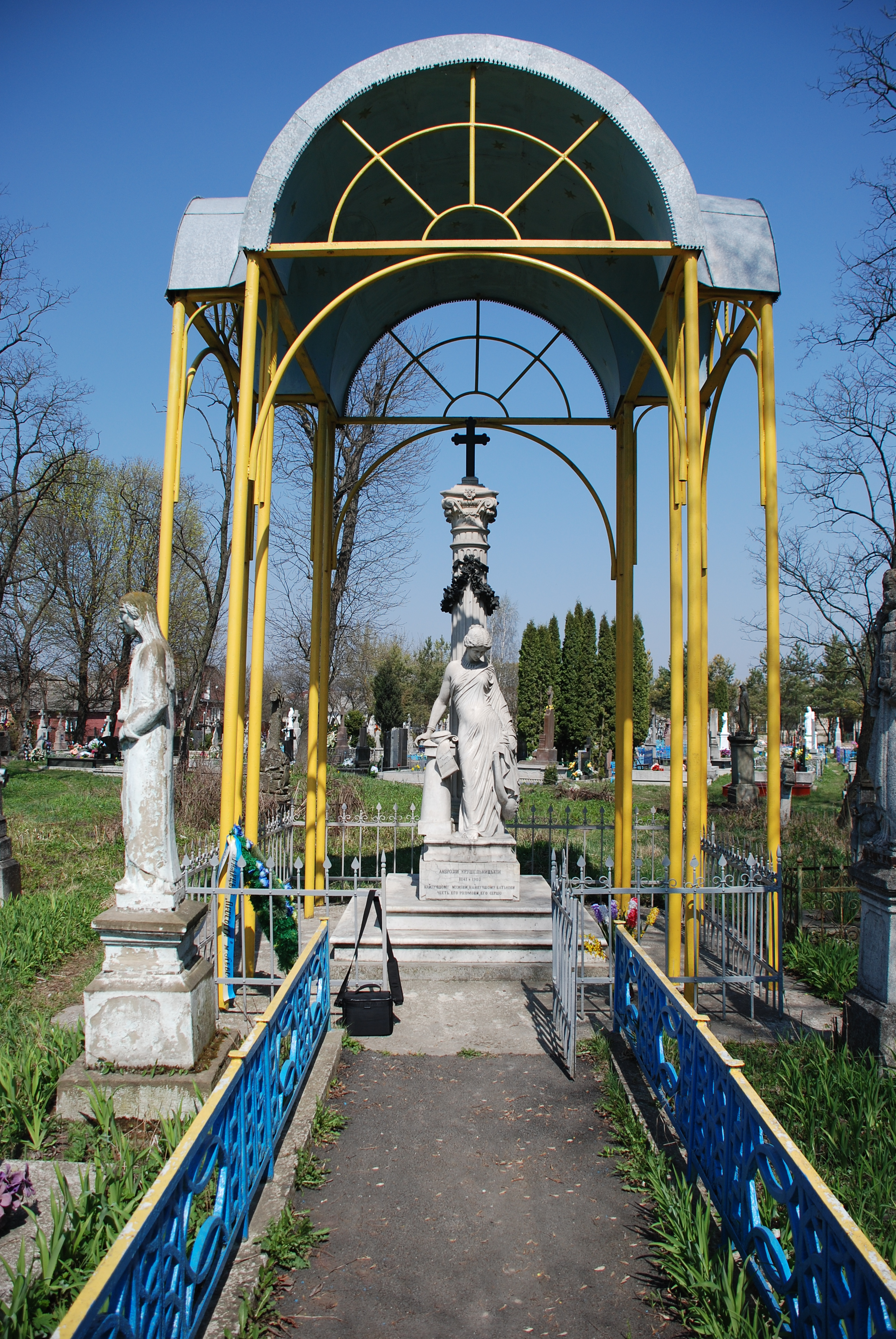
Надгробок, с. Біла
Знімок 17 квітня 2009 року

Сприяв інтелектуальному, музичному розвитку дітей. 1903 року на його могилі в селі Біла встановлено мистецький пам'ятник з білого мармуру, який був привезений коштом доньки Соломії з Флоренції; епітафія: 
Найлучшому мужеви, найлучшому батькови, честь єго розумови, єго серцю.